# Biskupi Fuldy
Biskupi Fuldy – 5 października 1752 r. zostało powołane biskupstwo w Fuldzie.

## Biskupi Fuldy

### Ordynariusze
| Lp. | Imię i nazwisko                 | Lata                                    | Informacje dodatkowe                                                                          |
| --- | ------------------------------- | --------------------------------------- | --------------------------------------------------------------------------------------------- |
| 1   | Amand von Buseck                | 5 października 1752 – 4 grudnia 1756    | od 1738 r. piastował stanowisko opata w Fuldzie, które zostało podniesione do rangi biskupiej |
| 2   | Adalbert von Walderdorf         | 17 stycznia 1757 – 16 września 1759     | książę-biskup                                                                                 |
| 3   | Heinrich von Bibra              | 22 października 1759 – 25 września 1788 | książę-biskup                                                                                 |
| 4   | Adalbert Freiherr von Harstall  | 18 listopada 1788 – 8 października 1814 | książę-biskup do 1802 r., potem już tylko ordynariusz diecezji                                |
| *   | Heinrich Freiherr von Warnsdorf | 6 października 1814 – 17 lutego 1817    | wikariusz apostolski diecezji fuldzkiej                                                       |
| 5   | Johann Adam Rieger              | 23 czerwca 1828 – 30 lipca 1831         | biskup                                                                                        |
| 6   | Johann Leonard Pfaff            | 15 listopada 1831 – 3 stycznia 1848     | biskup                                                                                        |
| 7   | Christoph Florentius Kött       | 29 marca 1848 – 14 października 1873    | biskup                                                                                        |
| 8   | Georg von Kopp                  | 15 listopada 1881 – 9 sierpnia 1887     | biskup, przeniesiony na urząd biskupa wrocławskiego                                           |
| 9   | Joseph Weyland                  | 4 listopada 1887 – 11 stycznia 1894     | biskup                                                                                        |
| 10  | Georg Ignatz Komp               | 27 kwietnia 1894 – 21 marca 1898        | biskup, przeniesiony na urząd arcybiskupa fryburskiego                                        |
| 11  | Adalbert Endert                 | 18 lipca 1898 – 17 lipca 1906           | biskup                                                                                        |
| 12  | Joseph Damian Schmitt           | 29 grudnia 1906 – 10 kwietnia 1939      | biskup                                                                                        |
| 13  | Johann Baptist Dietz            | 10 kwietnia 1939 – 24 października 1958 | arcybiskup tytularny                                                                          |
| 14  | Adolf Bolte                     | 30 czerwca 1959 – 5 kwietnia 1974       | biskup                                                                                        |
| 15  | Eduard Schick                   | 18 grudnia 1974 – 1 lipca 1982          | biskup                                                                                        |
| 16  | Johannes Dyba                   | 1 czerwca 1983 – 23 lipca 2000          | arcybiskup tytularny                                                                          |
| 17  | Heinz Josef Algermissen         | 20 czerwca 2001 – 5 czerwca 2018        | biskup                                                                                        |
| 18  | Michael Gerber                  | od 13 grudnia 2018                      | biskup                                                                                        |